# Yedioth Ahronoth
 Yediot Ahronoth  (in ebraico: ידיעות אחרונות, "ultime notizie") è un quotidiano israeliano, fondato nel 1939. È pubblicato in lingua ebraica in formato Tabloid. Fondato a Tel Aviv nel 1939, ed è stato per molti anni il quotidiano israeliano più venduto. Ci lavorano alcuni dei giornalisti israeliani più famosi, tra cui Ron Ben-Yishai, Ben-Dror Yemini e Nadav Eyal.

## Internet
Yedioth Ahronoth ha due versioni su internet: Ynet, versione in ebraico, e Ynetnews, in inglese, nate rispettivamente nel 2000 e nel 2005.